# Juist
Juist je ostrov v Severním moři vzdálený zhruba 8 km od východofríského pobřeží (SRN, spolková země Dolní Sasko). Délkou 17 km a šířkou několika stovek m je nejdelším a nejužším z Východofríských ostrovů. Jeho bezprostředním sousedem je na západě ostrov Borkum, na východě Norderney a na jihozápadě Memmert. Dopravu zde zajišťují pouze koně a kola, neboť správa ostrova nepovoluje na svém území provoz automobilů – ty je třeba zanechat na pevnině v přístavu Norddeich.

## Popis
Z geologického hlediska jde o mladý útvar vzniklý až po poslední době ledové. V západní části ostrova se rozkládá mělké Hammerské jezero, jehož okolí je přírodní rezervací (hnízdí zde řada druhů ptáků). Správním střediskem je stejnojmenná obec (dnes s městskými právy), v níž žije zhruba 1800 obyvatel. Kromě ní je na ostrově ještě sídliště Loog a statek Domäne Bill.

## Historie
Ostrov se v pramenech poprvé uvádí k roku 1398, ale teprve z 16. století jsou známy jeho první vyobrazení na mapách a bližší popisy (zejména holandské provenience). V 17. a 18. století postihly zdejší obyvatele těžké přírodní katastrofy, v jejichž průběhu byl ostrov prakticky přeťat v půli, neboť centrální duny nevydržely nápor bouřlivých přílivů. Teprve od 19. století se umělými prostředky (hráze) podařilo obě části ostrova znovu spojit. Obyvatelé se původně živili chovem dobytka a ovcí, v 18. století i námořním obchodem. Od 16. století je na Juistu doložena existence kostela a objevují se i první zmínky o místním fojtovi (rychtáři) a luterském pastorovi. Kostel v průběhu doby několikrát zničilo moře a několikrát došlo i k jeho přemístění – v současné poloze stojí chrám od roku 1779.

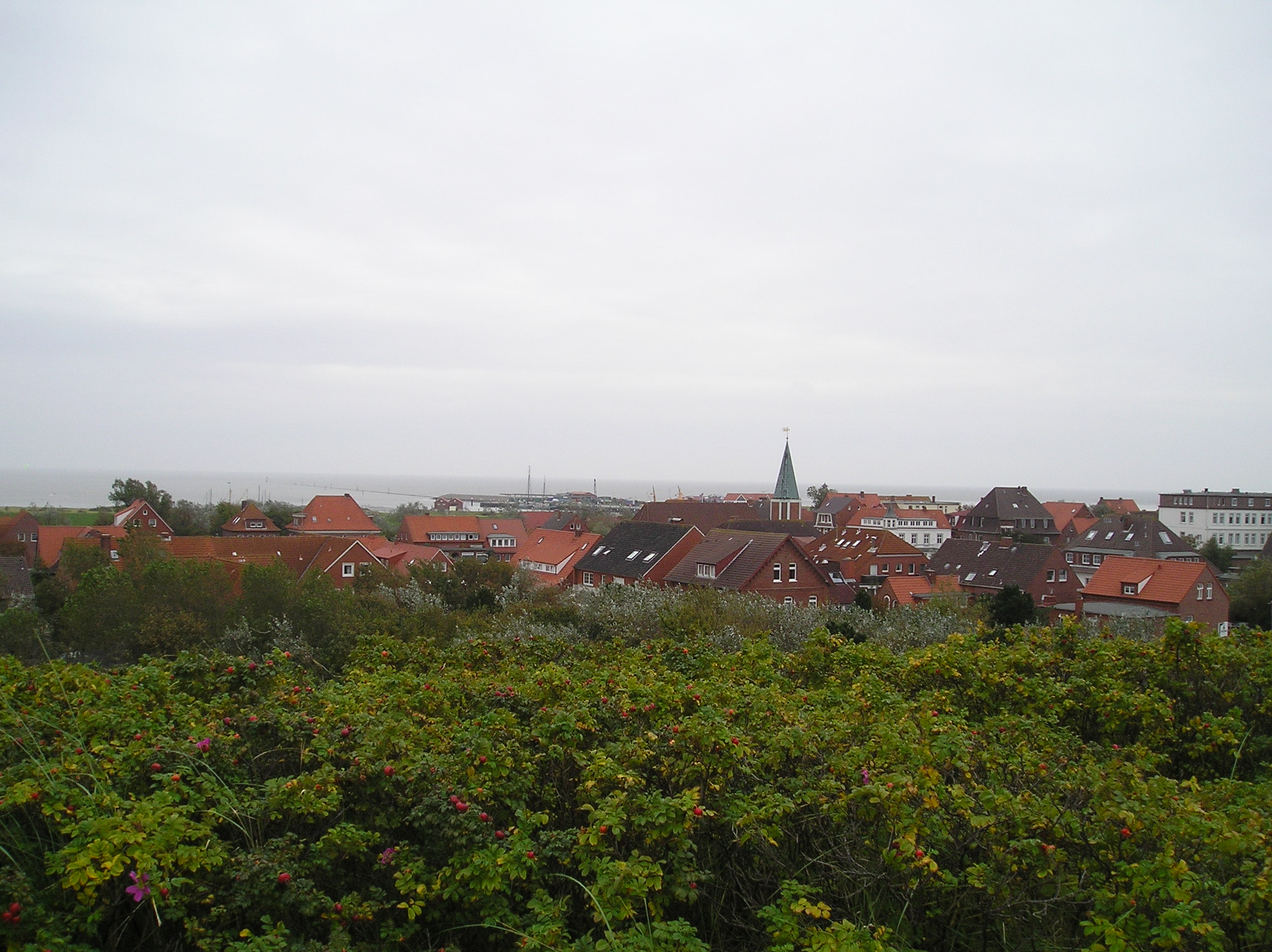
Pohled na městečko Juist

## Turistika
V 19. století byly na Juistu založeny mořské lázně, které dosáhly značné popularity a učinily z lokality vyhledávané turistické středisko Německa. Vznikla zde řada hotelů, z nichž mnohé si dodnes zachovaly svůj vzhled z doby před první světovou válkou. Dnes ostrov ročně navštíví až 100 000 osob.